# Bonstetten (Szwajcaria)
Bonstetten (hist. Baustette) – miejscowość i gmina (Politische Gemeinde) w północnej Szwajcarii, w kantonie Zurych, w okręgu (Bezirk) Affoltern.

## Demografia
W Bonstetten mieszkają 5624 osoby. W 2021 roku 17,9% populacji gminy stanowiły osoby urodzone poza Szwajcarią.

## Transport
Przez teren gminy przebiegają autostrada A4 oraz droga główna nr 382.